# Yoshiaki Sukeno
Yoshiaki Sukeno (助野嘉昭?, Sukeno Yoshiaki; Wakayama, 23 luglio 1981) è un fumettista giapponese.

## Opere

### Manga
- Haido Hakase no Jikan Note - one-shot (2008)
- Binbogami - 16 volumi(2008-2013)
- Rad & Rinpu - one-shot (2011)
- Twin Star Exorcists (2013-in corso)

### Light novel
Questa è la lista di light novel dove il mangaka ha lavorato alle illustrazioni.
- Binbōgami ga! (2012)
- Sousei no Onmyouji: Tenen Jakko (2016)